# Alan Young (acteur)
Pour les articles homonymes, voir Alan Young et Young.
Alan Young est un acteur, réalisateur et scénariste britannico-canado-américain, né le 19 novembre 1919 à North Shields (Angleterre) et mort le 19 mai 2016 à Woodland Hills (Los Angeles).

## Biographie

### Carrière
Il a été la voix anglophone officielle de l'Oncle Picsou de 1983 à 2004 ; mais en 1975, Disneyland Records publie un album intitulé Dicken's Christmas Carol Featuring the Walt Disney Players dans lequel il prête pour la première fois sa voix au personnage.

### Mort
Il meurt le 19 mai 2016 à l'âge de 96 ans,.

## Filmographie

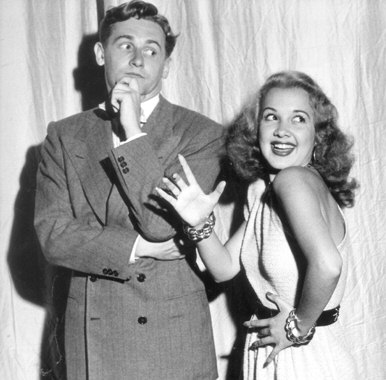
Alan Young en 1946.

### comme acteur
- 1946 : Margie : Roy Hornsdale
- 1949 : Le Débrouillard (Chicken Every Sunday) de George Seaton : Geoffrey Lawson
- 1949 : Monsieur Belvédère au collège (Mr. Belvedere Goes to College) d'Elliott Nugent : Avery Brubaker
- 1952 : Aaron Slick from Punkin Crick : Aaron Slick
- 1952 : Androclès et le Lion (Androcles and the Lion) de Chester Erskine : Androcles
- 1955 : Les hommes épousent les brunes (Gentlemen Marry Brunettes) de Richard Sale : Charlie Biddle / Mrs. Biddle / Mr. Henry Biddle
- 1958 : Alan Young (série télévisée)
- 1958 : Les Aventures de Tom Pouce (tom thumb) : Woody
- 1960 : La Machine à explorer le temps (The Time Machine) : David Filby / James Filby
- 1967 : Mr. Terrific (série télévisée) : Stanley Beamish (Mr. Terrific) (dans un épisode pilote non diffusé)
- 1976 : La loi de la montagne (Baker's Hawk) : Mr. Carson
- 1978 : Le Chat qui vient de l'espace (The Cat from Outer Space) de Norman Tokar : Dr Winger (vétérinaire)
- 1978 : La Bataille des planètes (Battle of the Planets) (série télévisée) : Keyop / 7-Zark-7 (voix)
- 1978 : Black Young (télévision) : Narrator (voix)
- 1979 : Bunnicula, the Vampire Rabbit
- 1979 : Scooby-Doo et Scrappy-Doo (Scooby-Doo and Scrappy-Doo) (série télévisée) : Additional Voices (voix)
- 1980 : ABC Weekend Specials (voix)
- 1981 : Spider-Man and His Amazing Friends (série télévisée) : Mr. Frump / Additional Voices (voix)
- 1981 : The Puppy Saves the Circus (télévision) : George Goodbee / Sligh (voix)
- 1982 : The Incredible Hulk (en) (série télévisée) : Additional Voices (voix)
- 1983 : Rubik, the Amazing Cube (série télévisée) : Additional Voices
- 1983 : This Is the Life (en) (série télévisée)
- 1983 : Le Noël de Mickey (Mickey's Christmas Carol) : Ebenezer Scrooge (Scrooge McDuck) (voix)
- 1981 : Les Schtroumpfs (The Smurfs) (série télévisée) : Miner Smurf (1984-1989) / Farmer Smurf (1982-1990) / Scaredy Smurf (voix)
- 1986 : Basil, détective privé (The Great Mouse Detective) : Hiram Flaversham (voix)
- 1986 : Mystérieusement vôtre, signé Scoubidou (The All-New Scooby and Scrappy-Doo Show) (série télévisée) (voix)
- 1987 : Alice Through the Looking Glass (télévision) : The White Knight (voix)
- 1987 : Ducktales: Treasure of the Golden Suns (télévision) : Scrooge McDuck (voix)
- 1988 : Coming of Age (série télévisée) : Ed Pepper
- 1989 : Super Ducktales (télévision) : Scrooge McDuck (voix)
- 1990 : Super Baloo (TaleSpin) (série télévisée) : Additional Voices (voix)
- 1990 : La Bande à Picsou, le film : Le Trésor de la lampe perdue (DuckTales: The Movie - Treasure of the Lost Lamp) : Scrooge McDuck (voix)
- 1991 : Le Paradis d'Angela (Earth Angel) (télévision) : Norman
- 1994 : Disney Sing-Along-Songs: The Twelve Days of Christmas (vidéo) : Scrooge McDuck (voix)
- 1994 : Le Flic de Beverly Hills 3 (Beverly Hills Cop III) : oncle Dave Thornton
- 1994 : Hart to Hart: Home Is Where the Hart Is (télévision) : Charley Loomis
- 1991 : Ren et Stimpy (The Ren & Stimpy Show) (série télévisée) : Haggis MacHaggis (1994-1996) (voix)
- 1996 : The Flintstones Christmas in Bedrock (vidéo)
- 1999 : Mickey Mania (série télévisée) : Scrooge McDuck (voix)
- 1999 : Mickey, il était une fois Noël (Mickey's Once Upon a Christmas) (vidéo) : oncle Scrooge McDuck (voix)
- 2001 : Disney's tous en boîte (House of Mouse) (série télévisée) : Scrooge McDuck (voix)
- 2001 : Mickey, la magie de Noël (Mickey's Magical Christmas: Snowed in at the House of Mouse) (vidéo) : Scrooge McDuck (segment Mickey's Christmas Carol)
- 2002 : La Machine à explorer le temps (The Time Machine) : Flower Store Worker
- 2004 : Em & Me : le grand-père
- 2004 : Mickey, il était deux fois Noël (Mickey's Twice Upon a Christmas) (vidéo) : oncle Scroog McDuck (voix)

### comme scénariste
- 1983 : Le Noël de Mickey (Mickey's Christmas Carol)

### comme réalisateur
- 1965 : Monsieur Ed, le cheval qui parle (Mister Ed) (série télévisée)